# Helius mirificus
Helius mirificus là một loài ruồi trong họ Limoniidae. Chúng phân bố ở miền Australasia.